# Ali Irfan
Ali Irfan znany też jako Ali Arafat (arab. علي عرفات, علي عرفان; ur. 18 marca 1915) – egipski zapaśnik walczący w stylu klasycznym. Olimpijczyk z Berlina 1936, gdzie zajął dziesiąte miejsce w wadze koguciej do 56 kg.